# Gymnothorax maderensis
Gymnothorax maderensis är en fiskart som först beskrevs av Johnson 1862.  Gymnothorax maderensis ingår i släktet Gymnothorax och familjen Muraenidae. Inga underarter finns listade i Catalogue of Life.